# René Girault
Pour les articles homonymes, voir Girault.
René Girault, né le 12 décembre 1929 à Sainte-Adresse et mort le 8 juillet 1999 à Paris, est un historien français.

## Biographie
René Girault fait ses études au lycée Jean-Baptiste-Say pendant l’Occupation. Ses études à la Sorbonne le conduisent à l’agrégation d'histoire en 1955. Il est ensuite nommé professeur de lycée, au Mans, puis à Paris à Janson-de-Sailly. Il enseigne près de dix ans en lycée, jusqu’en 1965. Dans le même temps, il entreprend sa thèse de doctorat d’État sous la direction de Roger Portal sur les relations financières et économiques entre la France et la Russie de 1880 à 1914. Les nombreux voyages en URSS font de lui à la fois un historien de la Russie et un historien des relations internationales. Sa thèse, soutenue en 1971, est publiée en 1973 (rééditée en 1999 sous le titre Emprunts russes et investissements français en Russie, 1887-1914). En 1985, il fonde le magistère de relations internationales et action à l'étranger (MRIAE) à l'université Panthéon-Sorbonne.
Pendant plus de vingt ans, il enseigne l’histoire des relations internationales contemporaines à l’université Panthéon-Sorbonne (Paris I) et à l’université Paris-Nanterre (Paris X), avant de prendre sa retraite en 1994.
Il meurt le 8 juillet 1999 dans le 13e arrondissement de Paris.

## Publications
- Diplomatie européenne et impérialismes, 1871-1914, Masson, 1979 (nouvelle édition : Diplomatie européenne. Nations et impérialismes, 1871-1914. Histoire des relations internationales contemporaines, Tome 1, Payot, 2004, 450 p.
- L’histoire et la géographie en question. Rapport au ministre de l’Éducation nationale, MEN, 1983, 201 p.
- La Puissance française en question : 1945-1949, Publications de la Sorbonne (no 37), 1988, 471 p., p. 409-422 [aperçu en ligne]. Codirigé avec Robert Frank. Communications d'historiens européens au colloque qui s'est déroulé à l'université d'Augsbourg (alors en Allemagne de l'Ouest) en 1984.
- Turbulente Europe et nouveaux mondes, 1914-1941, en collaboration avec Robert Frank, Masson, 1988 (nouvelle édition : Turbulente Europe et nouveaux mondes, 1914-1941. Histoire des relations internationales contemporaines, Tome 2, Payot, 2004, 513 p.
- De la Russie à l'URSS. L'histoire de la Russie de 1850 à nos jours, en collaboration avec Marc Ferro, nouvelle édition revue et augmentée, Nathan, 1989, 255 p.
- Pierre Mendès France et le rôle de la France dans le monde, (dir.), Grenoble, PUG, 1991, 487 p.
- La Loi des géants, 1941-1964, avec Robert Frank et Jacques Thobie, Armand Colin, 1993 (nouvelle édition : La Loi des géants, 1941-1964. Histoire des relations internationales contemporaines, Tome 3, Payot, 2005).
- Les Europe des Européens, (dir.), Publications de la Sorbonne, 1993, 156 p.
- Europe brisée, Europe retrouvée. Nouvelles réflexions sur l'unité européenne au XXe siècle, en collaboration avec Gérard Bossuat (dir.), Publications de la Sorbonne, 1994, 431 p.
- Identité et conscience européennes au XXe siècle, (dir.), Hachette, 1994, 234 p.
- Léon Blum, socialiste européen, en collaboration avec Gilbert Ziebura (dir.), Complexe, 1995.
- Peuples et nations d'Europe au XIXe siècle, Hachette, coll. Carré Histoire, 1996.
- Être historien des relations internationales, Publications de la Sorbonne, 1998, 435 p.
- Emprunts russes et investissements français en Russie, 1887-1914, CHEFF, 1999, XI-618 p.

### Archives
- Inventaire du fonds d'archives de René Girault conservé à La contemporaine.